# Gulflammig trädletare
Gulflammig trädletare (Thripadectes flammulatus) är en fågel i familjen ugnfåglar inom ordningen tättingar.

## Utseende
Gulflammig trädletare är en medelstor brunaktig fågel. Den är karakteristiskt täckt av tydlig beigefärgade teckningar på hela huvudet, ryggen och kroppen. Vingar och stjärt är rostfärgade. Könen är lika.

## Utbredning och systematik
Gulflammig trädletare förekommer i Anderna. Den delas in i två underarter med följande utbredning:
- Thripadectes flammulatus flammulatus – förekommer i Colombia, Ecuador och nordligaste Peru
- Thripadectes flammulatus bricenoi – förekommer i västra Venezuela (Mérida)

## Levnadssätt
Gulflammig trädletare är en ovanlig fågel i skogsområden på mellan 2200 och 3500 meters höjd. Den ses vanligen enstaka eller i par i undervegetationen, ofta nära stånd av bambu. Olikt många andra ugnfåglar slår den vanligen inte följe med kringvandrande artblandade flockar.

## Status och hot
Arten har ett stort utbredningsområde, men tros minska i antal, dock inte tillräckligt kraftigt för att den ska betraktas som hotad. Internationella naturvårdsunionen IUCN listar arten som livskraftig (LC).

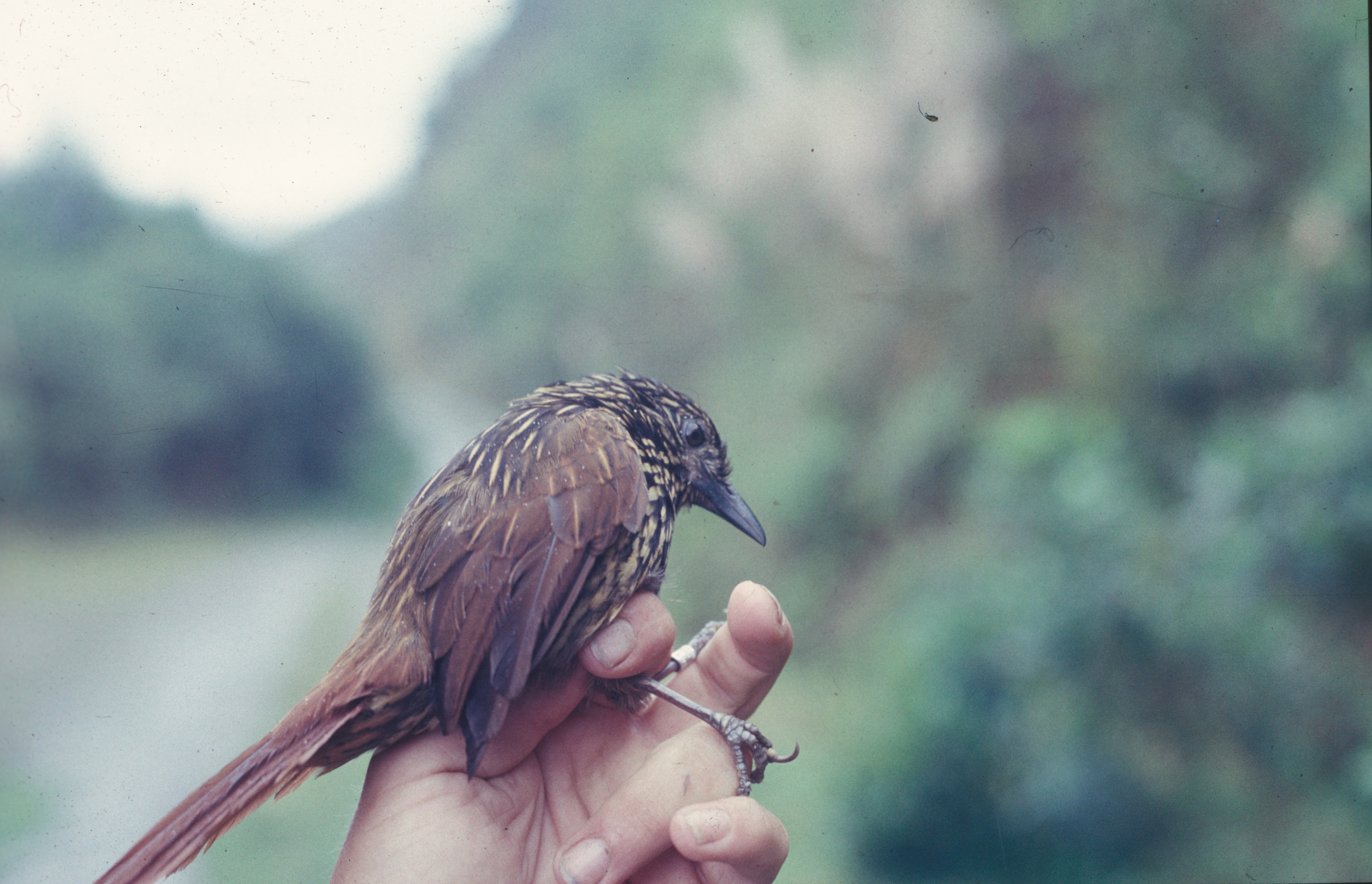